# 黄升炫
黄 升炫（ファン・ショウゲン、2005年6月18日 - ）は、日本の元子役。滋賀県出身。活動時はエーライツに所属していた。

## 人物
2013年、第66回カンヌ国際映画祭 コンぺティション部門『そして父になる』にて審査員賞受賞。
カンヌ国際映画祭では同じく子役である二宮慶多とともに注目され、国外のジャーナリストからも演出方法について質問が相次いだという。監督の是枝裕和は、子どもには台本を渡さずに口頭で状況を教え、「ゲームをしているような流れ」で意識を共演者へ向かわせていると答えており、また主演の福山雅治は「子どもたちの感性に導かれた」もので「芝居をしたという感覚ではない」と述べている。共演のリリー・フランキーは黄について、「とんでもないヤンチャな小僧」で「ちっともいうことを聞かない」が、是枝はそれすら楽しいみたいだったと述べており、また黄が「ずうっと騒いでくれる」から「こっちもリアクションがとりやすかった」とも述べている。

## 出演

### 映画
- そして父になる（2013年9月28日、ギャガ、監督：是枝裕和） - 斎木琉晴 役